# Guysborough County
Guysborough County ist eines der zurzeit 18 Countys in der kanadischen Provinz Nova Scotia (Neuschottland). Es liegt im Osten der Provinz und grenzt im Westen an die Halifax Regional Municipality sowie im Nordwesten an Pictou County und im Nordosten an Antigonish County. Im Osten, getrennt durch die Straße von Canso auf der Kap-Breton-Insel, grenzt es an Inverness County und an Richmond County. Das County liegt an der Südküste des Festlandes und damit direkt am Atlantik. Es hat sein verwaltungstechnisches Zentrum in Guysborough.
Die Einwohnerzahl beträgt 7625 (Stand: 2016).
2011 lebten in der 4.044,23 km² großen Verwaltungseinheit 8143 Einwohner, woraus sich eine Bevölkerungsdichte von 2,0 Einwohnern/km² ergibt. Dabei ist die Einwohnerzahl, im Vergleich zum Zensus aus dem Jahr 2006, erneut zurückgegangen. Damit setzt sich der seit Mitte der 1980er Jahre anhaltende Bevölkerungsschwund fort und die Bevölkerung nahm nochmals um 10,1 % ab. Das County ist Flächenmäßig, nach Cumberland County, das zweitgrößte County und nur im Victoria County leben weniger Einwohner. Guysborough County hat die geringste Einwohnerdichte aller Countys der Provinz.
Das County ist über keinen der Highways erster Klasse, den Nova Scotia Arterial Highways, an das übrige Verkehrsnetz der Provinz angeschlossen. Das County wird nur durch Highways zweiter Klasse, den Nova Scotia Trunk Highways, erschlossen.

## Geschichte
Bereits vor der Entdeckung durch Europäer war diese Gegend Siedlungs- und Jagdgebiet von First Nations, der Mi’kmaq. Das Gebiet gehörte bei der Aufteilung der Provinz in Countys im Jahr 1759 ursprünglich zum damaligen Sydney County, dem späteren Antigonish County. Guysborough County wurde erst 1836 von diesem abgespalten und nach Guy Carleton, einem britischen General und Gouverneur der Provinz Québec, benannt.

## Gemeinden
Guysborough County gliedert sich
- in Mulgrave sowie
- die Municipality of the District of Guysborough und
- die Municipality of the District of St. Mary’s.